# Castrum de Lille
Le castrum de Lille est le cœur historique de la ville dans une partie du Vieux-Lille autour de la rue de la Monnaie, de la place du Concert et de la place aux Oignons, ensuite paroisse Saint-Pierre. Le quartier en partie délabré et paupérisé à partir du  XIXe siècle  est devenu, après sa rénovation dans les années 1980, un pôle touristique de la métropole.

## Origines

### Le site

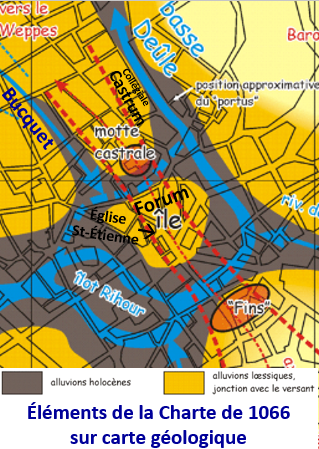
Éléments de la Charte de 1066 sur carte géologique

Le castrum aurait été situé sur une presqu’île, bande de terre surélevée longée par la Deûle, qui se serait écoulée, avant l’émergence urbaine, à l’emplacement de l’actuelle rue Basse, la séparant de l’îlot du « forum » (autour des rues de la Grande Chaussée et Lepelletier jusqu'en bordure de la future Grand-Place), la rivière se prolongeant en aval à l’emplacement de l’avenue du Peuple belge et le Bucquet autre bras de la Deûle longeant l’actuelle rue des Trois Mollettes. Le confluent du Bucquet et de l’autre bras de la Deûle (le Fourchon) aurait été approximativement situé à l’angle des rues Basse et Bartholomé-Masurel.
L’extrémité de cette presqu’île était la motte castrale (place Gilleson), d’origine géologique ou formation artificielle entièrement ou plus vraisemblablement en partie suivant les historiens.
Le canal Saint-Pierre séparant le castrum de la motte serait d'après la majorité des historiens un creusement artificiel datant de l'émergence urbaine du castrum au début du XIe siècle et formant la partie nord-ouest du fossé  de la première enceinte dont la rue des Vieux murs garde le souvenir. Le Bucquet se déversait dans ce canal à l'angle de la rue des Trois Mollettes et de la place Gilleson. Le Bucquet alimentait également le fossé de la partie nord-ouest de l'enceinte (approximativement de la rue Jean-Moulin au Pont-Neuf en passant par la porte Saint-Pierre).

### Éléments de la Charte de 1066
Concernant le castrum, la Charte de fondation de la Collégiale Saint-Pierre par Baudouin V de 1066, plus ancien texte donnant quelques éléments sur la ville de Lille, mentionne, outre la collégiale elle-même, une voie, l’actuelle rue de la Monnaie, reliant une porte nord, la porte Saint-Pierre qui était située à l’angle des actuelles rues Négrier et de la Collégiale) à un cimetière au sud (emplacement de l’angle de la place Louise de Bettignies avec la rue de la Monnaie) et un mur incurvé longeant l’eau. L’emplacement des  maisons des clercs est indiqué entre cette voie et le mur.
D’autres passages de la Charte, « un lieu que nos aïeux progenitores nommaient Isla », l'église Saint-Etienne dans le « forum », une monnaie de Lille qui laisse supposer l’existence d’un atelier monétaire, permettent à la plupart des historiens de conclure au développement progressif d’une agglomération qui se serait amorcé aux environs de l’an 1000. Les découvertes archéologiques de céramiques datées du VIIIe siècle ou du IXe siècle sous le conservatoire et d’un tesson du XIe siècle dans une cave, ancien cellier des chanoines située à proximité immédiate 12 place du Concert, attestent d’une occupation humaine de cet emplacement dès le Haut-Moyen Âge sans qu'il soit, cependant, possible de conclure à la présence d'une agglomération urbaine dès l'an 1000.
On ignore, cependant, lequel des deux éléments « forum » et « castrum » cités dans la Charte a précédé l’autre ou si leur apparition est contemporaine.
Le suburbium mentionné dans la Charte, faubourg à l’extérieur du « castrum » où étaient situés les courtils (jardins) des chanoines n’est pas localisé.

### Hypothèses historiques
L’existence d’une agglomération au XIe siècle s'étendant au sud-ouest de la voie indiquée par la charte de 1066  (rue de la Monnaie), autour de la place aux oignons jusqu'à la rue des Trois-Mollettes et la rue d'Angleterre, admise par les historiens n’est formellement attestée par aucun texte, ni aucune découverte archéologique.
En effet, l’enceinte n’est indiquée dans la Charte que pour sa partie nord-est, « mur incurvé bord de l’eau », mais le reste de son tracé est inconnu et les fouilles archéologiques ont porté sur des éléments postérieurs à 1066, Tour Isembart qui date du début du XIIIe siècle, tronçon découvert rue du Pont-Neuf du  début du XVe siècle, autre tronçon à l’angle de la rue d’Angleterre et de la rue Pharaon-de-Winter.
Cette enceinte bordée d’un fossé en eau alimenté par un bras de la Deûle, le Bucquet aurait englobé un territoire de 12 hectares.

#### Tracé de l'enceinte

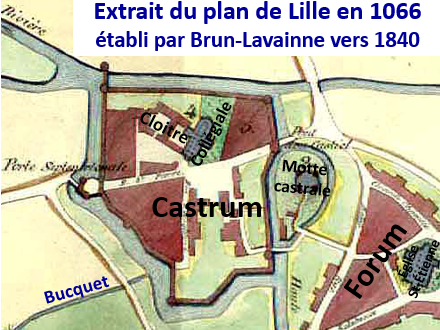
Castrum sur plan de Brun Lavainne

Son tracé  a fait l’objet de différentes hypothèses. À la suite de Brun Lavainne au milieu du XIXe siècle, la plupart des historiens lui donnaient une forme  approximativement carrée.
Nicolas Dessaux estime ce rempart d'une dimension de 300 mètres de large sur 350 de long, de forme ovale. Cette enceinte serait passée  par les éléments reconnus par les fouilles archéologiques, ancienne  tour Isembart et tronçon au bord de la rue du Pont-Neuf, le mur explicitement incurvé dans la Charte qui aurait englobé une partie de l’ancien îlot du Gard entre deux bras de la Basse Deûle autour de l’emplacement de l’actuelle place du Gard et le bord du canal Saint-Pierre.
Le castrum était situé en bordure de la motte castrale  (butte arasée en 1848 où fut édifiée la cathédrale Notre-Dame de la Treille) non mentionnée explicitement par la Charte dont il était séparé par le canal Saint-Pierre, creusement artificiel du XIe siècle ou emplacement d’un bras primitif de la Deûle suivant les hypothèses des historiens. L’existence de cette motte surmontée d’un château destiné à protéger l’agglomération est admise par la plupart des historiens, le terme « castrum » de la Charte pouvant englober l’agglomération fortifiée et le château qui la protège.

#### Une agglomération primitive plus restreinte?
Certains  historiens supposent une enceinte  autour de la place des Oignons qui aurait entouré une agglomération primitive de 2 hectares  datant du Xe siècle antérieure à la fondation de la Collégiale Saint-Pierre en 1055,.
Cette agglomération aurait été desservie par une voie primitive au sud de la Motte, antérieure à la rue de la Monnaie. Cette voie serait passée approximativement au transept de la cathédrale et à l’emplacement de la rue Coquerez. L'existence de cette voie est présumée par l'historien Jean-Denis Clabaut s'appuyant sur des recherches archéologiques (fouilles de caves médiévales, découverte des fondations d'une porte près de la place aux oignons dans l'axe de la rue Pharaon de Winter) et l'examen du parcellaire cadastral.

#### Un autre noyau urbain antérieur au castrum?
Une  motte  castrale symétrique de celle de la cathédrale Notre-Dame de la Treille, qui aurait été située entre l’église Saint-Maurice et la place des Reignaux aurait pu la précéder ainsi qu'un noyau urbain à Fins sur l'autre rive d'un bras primitif de la Deûle . Son existence est présumée par  la forme arrondie des parcelles cadastrales longues et serrées en ailes de moulins autour de cette place et par l’aménagement d’une citadelle  en 1213 par Philippe-Auguste à partir d’une maison-forte voisine du chevet de l’église. Cette configuration parcellaire effacée par les aménagements du XIXe siècle (percement de la rue Faidherbe, élargissement de la rue des Ponts-de-Comines et démolition du quartier des places de Comines entre l’église et la place des Reignaux), apparait nettement  sur le plan cadastral de 1820. Le canal des Ponts-de-Comines serait l’équivalent du canal de la Monnaie dont le creusement  aurait  permis le développement d’un nouveau noyau urbain au détriment de celui de Fins peut-être antérieur. L’ancien quartier à l’ouest de la rue des Ponts-de-Comines autour du marché aux poissons, emporté par le percement de la rue Faidherbe, aurait été l’équivalent du castrum au pied de l'actuelle place Gilleson.

## La paroisse Saint-Pierre
Au XIIIe siècle , le castrum qui devient la paroisse Saint-Pierre est  une « petite ville dans la grande », la partie de l'enceinte en contrebas de la motte ayant été maintenue avec la porte du Châtelain après la construction des remparts englobant les paroisses Saint-Maurice et Saint-Sauveur. Le quartier autour de la rue Saint-Pierre (actuelles rues de la Monnaie et de la Collégiale) comprend la rue d’Angleterre, la « rue Coquiel » (rue Coquerez), la « rue Pétrin » (Péterinck) avec des habitations de seigneurs. Plusieurs bâtiments importants s’y trouvaient, l’hôpital Comtesse, la prison du Roi, le château de la Salle entre la collégiale et l'hôpital Comtesse, résidence des Comtes de Flandre jusqu'au début du  XVIe siècle avant la construction du Palais Rihour, l'atelier monétaire.
La paroisse Saint-Pierre est celle des clercs avec 40 chanoines et de l’enseignement par opposition aux paroisse Saint-Etienne celle du commerce et de la finance, Saint-Maurice et Saint-Sauveur celles de l’artisanat, Saint-André celle de la noblesse et de la magistrature. L’enseignement était jusqu’au XVe siècle  le privilège du clergé et l’école de la collégiale était la seule de la ville enseignant le latin. Le collège Saint-Pierre établi rue d’Angleterre continuait cette école du Moyen-Âge. Il fut reconstruit de 1748 à 1751 comprenant 80 chambres pour les pensionnaires.
D’après un recensement de 1617, la paroisse Saint-Pierre était la moins peuplée des 5 paroisses avec 2 552 habitants sur une population totale de la ville de 32 604 habitants.
De nouveaux quartiers se créent autour de la paroisse Saint-Pierre, paroisse Sainte-Catherine vers 1370, paroisse de la Madeleine lors de l’agrandissement de 1617, paroisse Saint-André lors de l’agrandissement de 1670. Contrairement aux paroisses Saint-Maurice et Sainte-Catherine, la paroisse de Saint-Pierre comme celle de Saint-Étienne) s'est très peu étendue lors de ces agrandissements, uniquement entre la rue d’Angleterre et la rue Dauphine (actuelle rue Voltaire).
Des maisons de style classique lillois sont construites à la fin du XVIIe siècle et au début du  XVIIIe siècle place aux Oignons et dans Les rues avoisinantes pour des artisans textiles, les sayetteurs, qui installaient leurs métiers à tisser  dans les greniers et dans les caves où l’humidité était favorable au traitement de la matière première.

Plans de l’ancienne paroisse Saint-Pierre
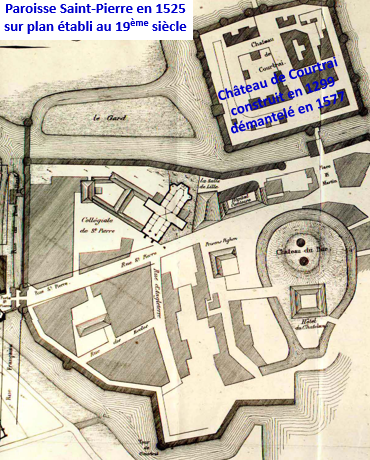
Paroisse Saint-Pierre en 1525
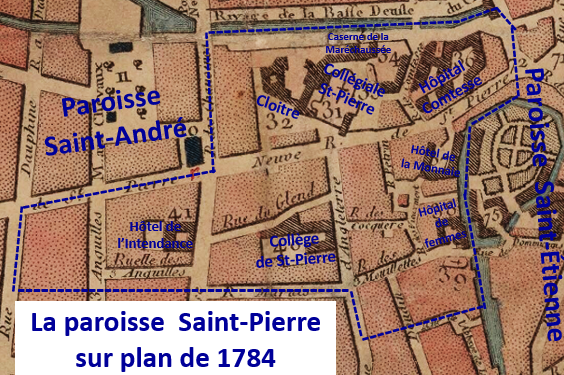
Paroisse Saint-Pierre en 1784

## Le quartier auXIXesiècleet auXXesiècle
La collégiale Saint-Pierre est désaffectée en 1792  et devient  bien national avec le cloître canonial. L'ensemble est détruit en 1793.
La place du Concert, le conservatoire, la rue du Duc de Bordeaux (actuelle Rue Alphonse Colas) et le palais de justice avec une prison sont créés à leur emplacement au début du XIXe siècle .
Au cours du XIXe siècle, la partie du quartier entre la rue de la Monnaie et la rue des Trois Mollettes se paupérise. Le remplacement de l’artisanat par l’industrie textile mécanisée modifie l’affectation des maisons qui deviennent les logements surpeuplés des ouvriers d’usines et de leur famille y compris dans les caves. À la fin du XIXe siècle, la plupart des caves n’ont plus servi de logement mais le quartier est resté très pauvre.
Contrairement aux quartiers du centre (paroisses Saint-Maurice et Saint-Étienne) bouleversés par des percées des années 1860 (rue Nationale et rue Faidherbe), de 1906 (boulevard Carnot), faisant suite aux destructions de la Première guerre Mondiale (prolongement de la rue du Molinel  élargie, création de la rue Charles-Saint-Venant), au quartier Saint-Sauveur remodelé dans les années 1960, le territoire de  l'ancienne paroisse Saint-Pierre, épargné par un projet de rocade des années 1970 la « percée de la Treille » abandonné, est à l'écart de ces opérations d'urbanisme et ses voies restent celles du Moyen-Âge.

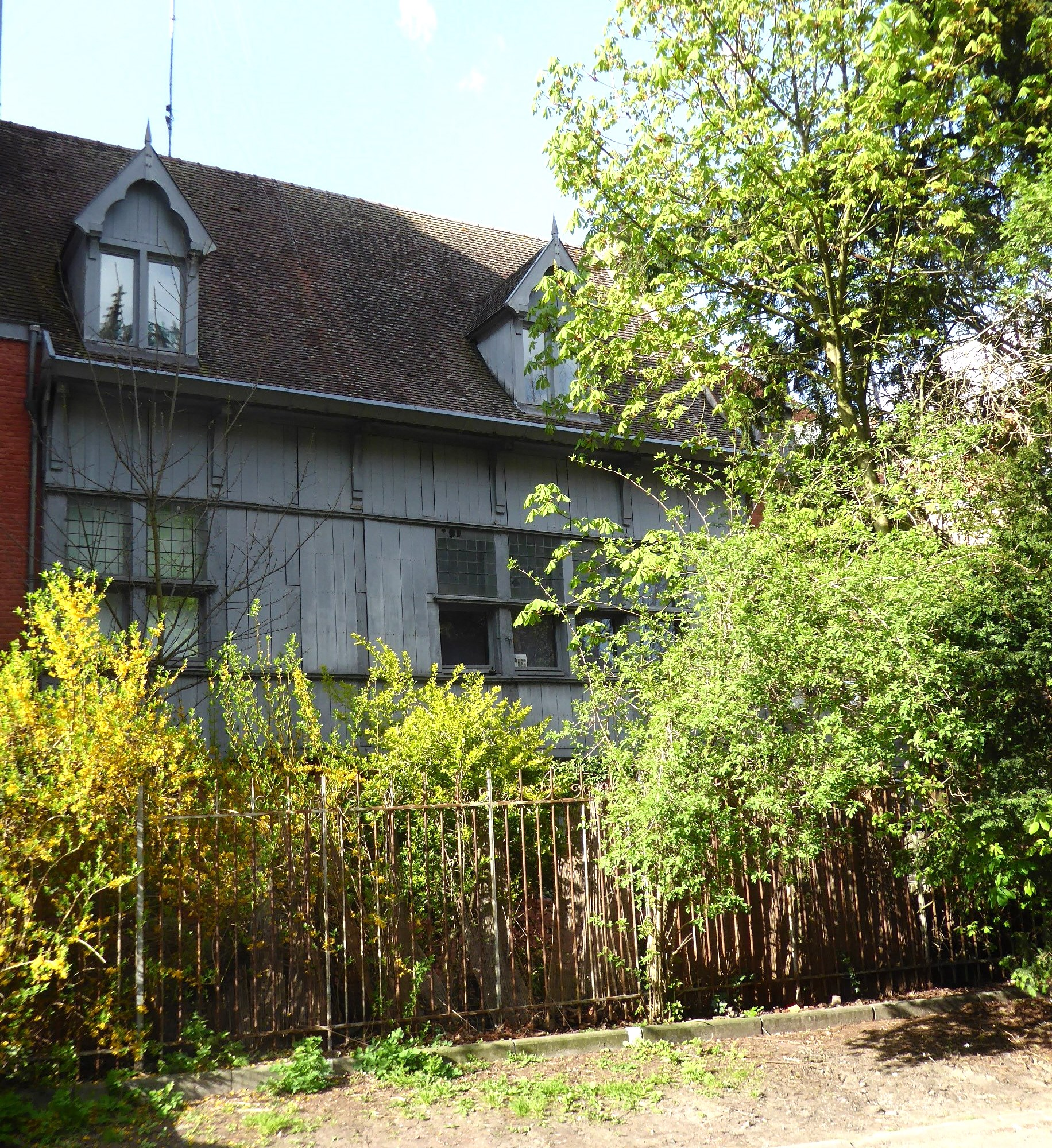
Maison à pans de Bois place Gilleson

Les immeubles récents sont peu nombreux, le palais de justice étant une exception, et c'est au cœur de l'ancien castrum entre la place Gilleson et la rue de la Monnaie que se trouve la seule maison en bois préservée de la ville.
Au cours du XXe siècle, le délabrement des maisons des XVIIe siècle et XVIIIe siècle se poursuit.
Dans le roman « rue au Péterinck » paru en 1945, Gérard d’Orgeville décrit les environs de la place aux Oignons comme un « quartier de malheur avec ses rues si étroites qui, la nuit, deviennent un coupe-gorge, avec sa place trop petite pour servir à quelque chose, ses cours bordées de masures qui se désagrègent ou qui ne tiennent debout que parce qu’elles se soutiennent l’une l’autre ».
D’après Antoine Duquennoy, cette partie du Vieux Lille dans les années 1950 et 1960 « était un petit village bien vivant avec ses traditions, ses nombreux commerces, sa population assez homogène de travailleurs lillois de souche mais les conditions sanitaires étaient d’un autre âge » .
Les cours ne comportaient qu’un robinet et un WC pour 6 ou 7 familles.
Dans les années 1965-1970, l’arrivée d’immigrés maghrébins et portugais lui donnent une allure de casbah.

Avant rénovation
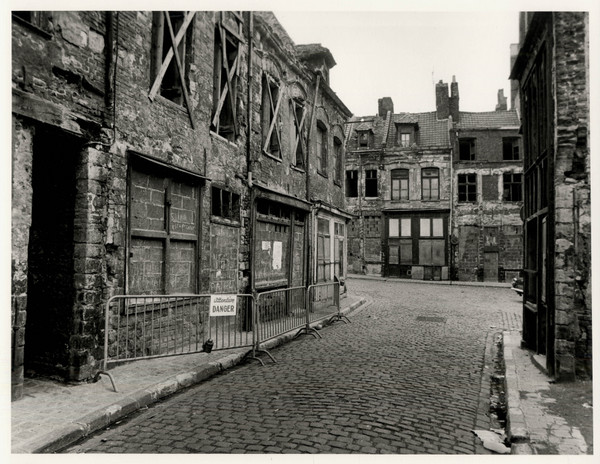
Place aux Oignons et rue des Vieux Murs en 1976
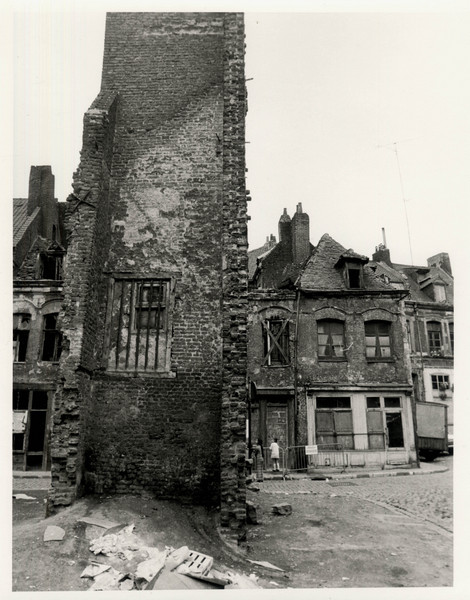
Place aux Oignons en 1975
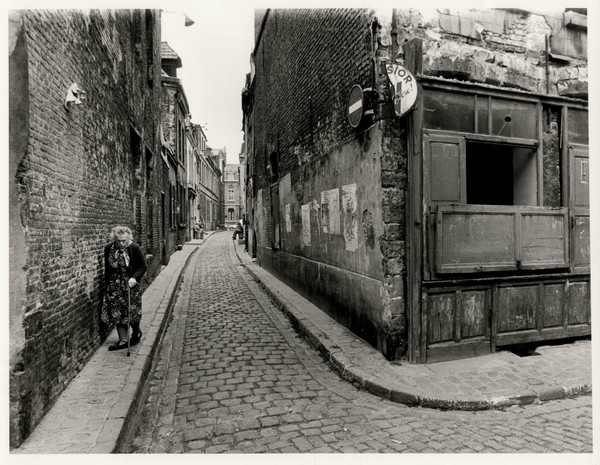
Rue Coquerez en 1874
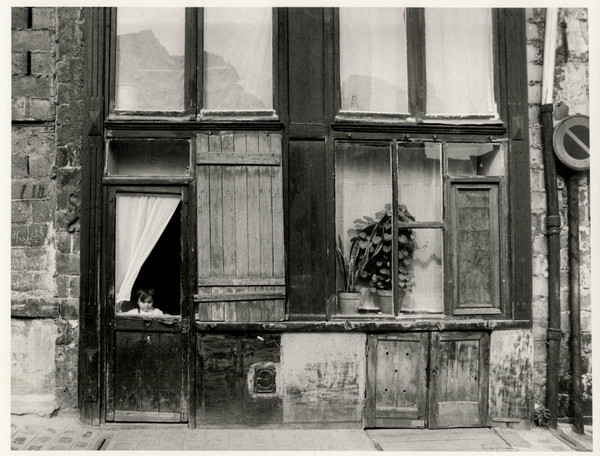
Place aux Oignons en 1975

## La rénovation
Le quartier fait partie du secteur sauvegardé défini en juin 1967 mais la nécessité de sa préservation en dehors des bâtiments historiques de la rue de la Monnaie ne faisait pas l'unanimité.
L'intérêt pour ce patrimoine date de 1974 avec la découverte, sur les conseils de la Conservation des bâtiments de France, de carreaux et de gresseries, à une époque où les maisons étaient extrêmement délabrées. Plusieurs d’entre elles étaient squattées. C'était le secteur le plus pauvre du Vieux Lille.
En 1976, la société d'aménagement et d'équipement de Nord est chargée de travaux de confortement en prévision de la restauration de l'ensemble immobilier.
À la suite de la rénovation débutant en 1976, les habitants sont relogés, pour la plupart dans des logements sociaux dans d’autres quartiers, une minorité à proximité.
Les maisons  ont été rénovées ou partiellement reconstruites à l’identique de 1985 à 1990.
Depuis cette époque, l’ancien castrum entre la cathédrale et l'hospice Comtesse est un des principaux pôles touristiques de Lille.

Après rénovation
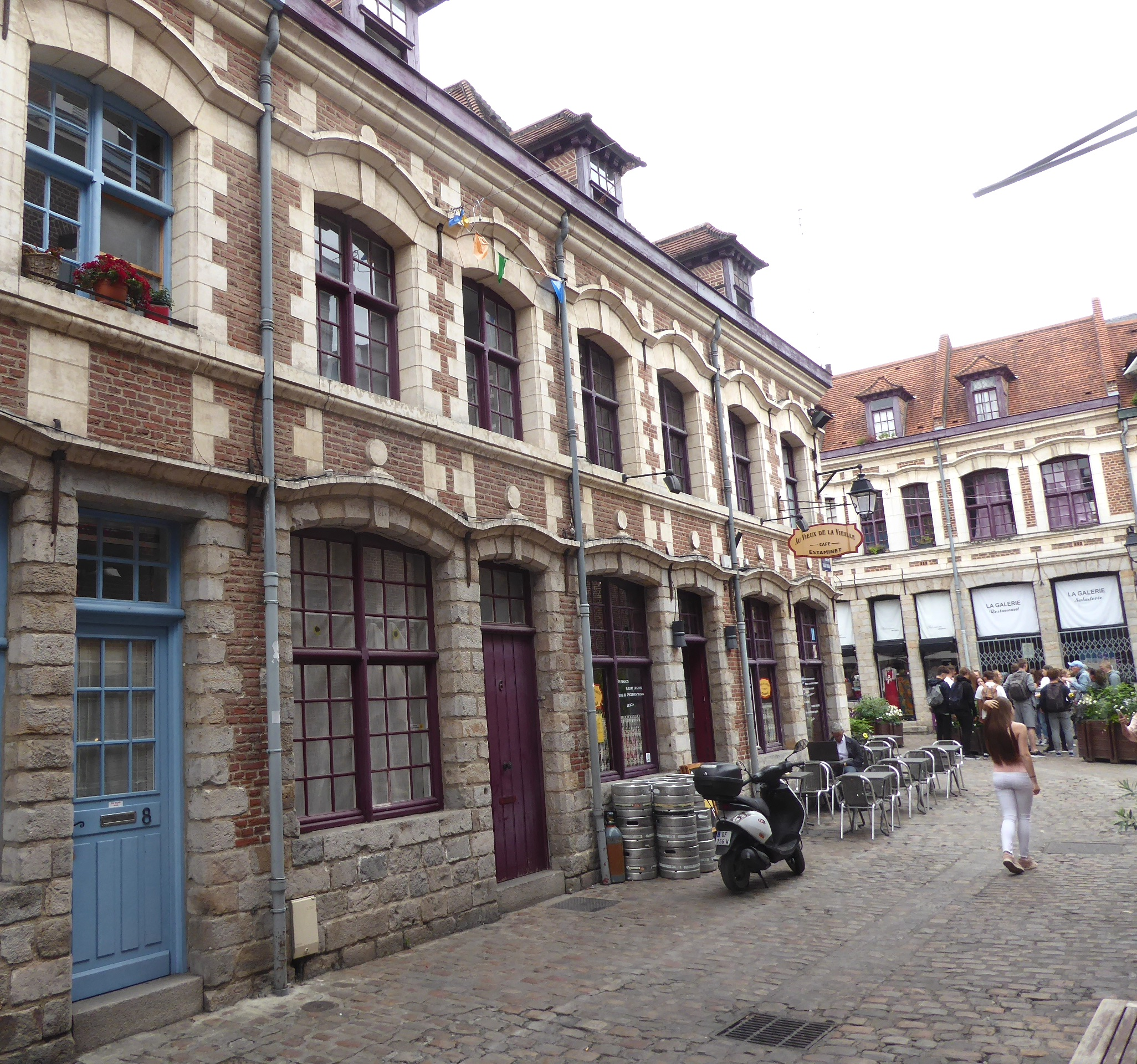
Rue des Vieux murs vers place aux oignons
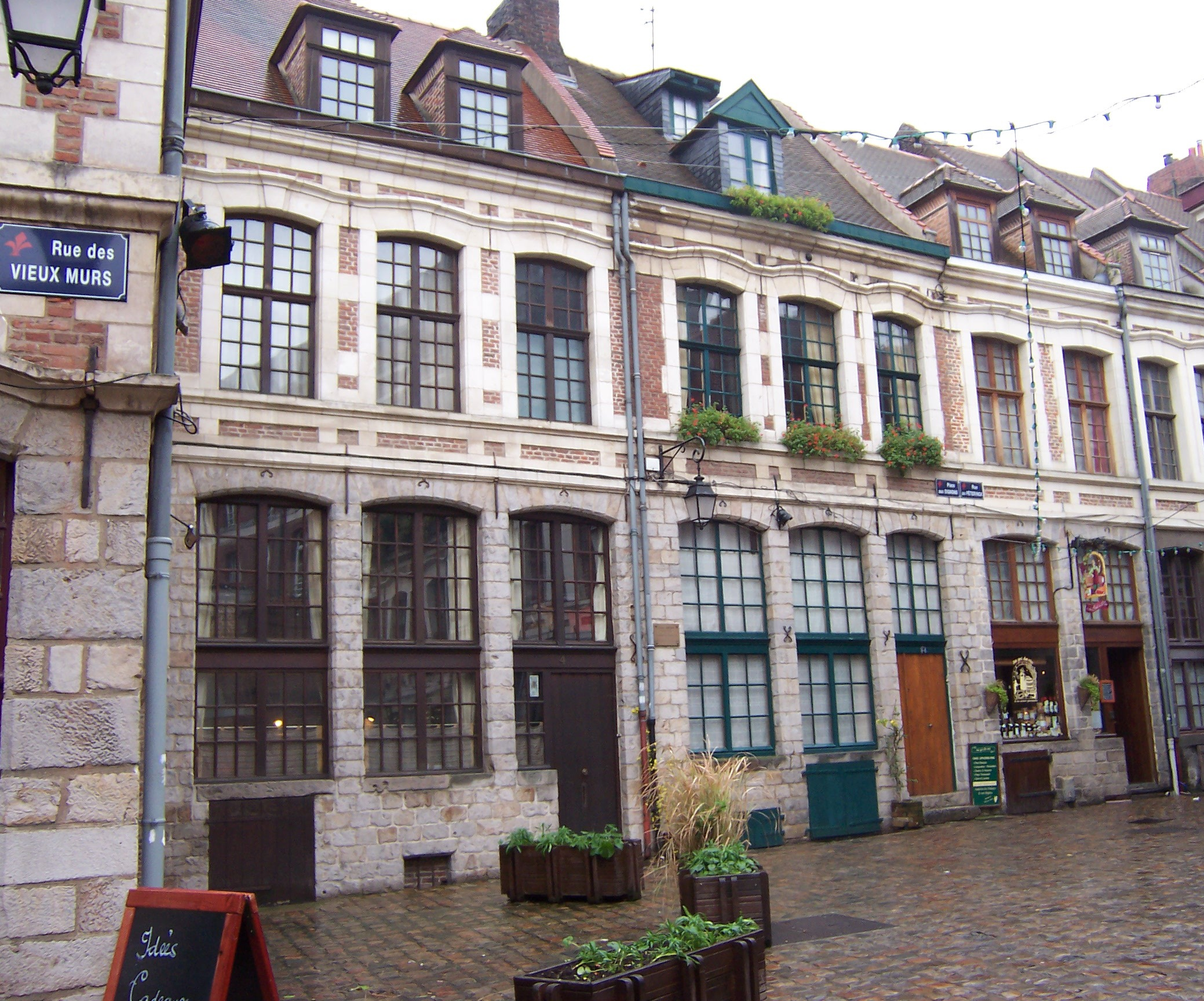
Place aux oignons
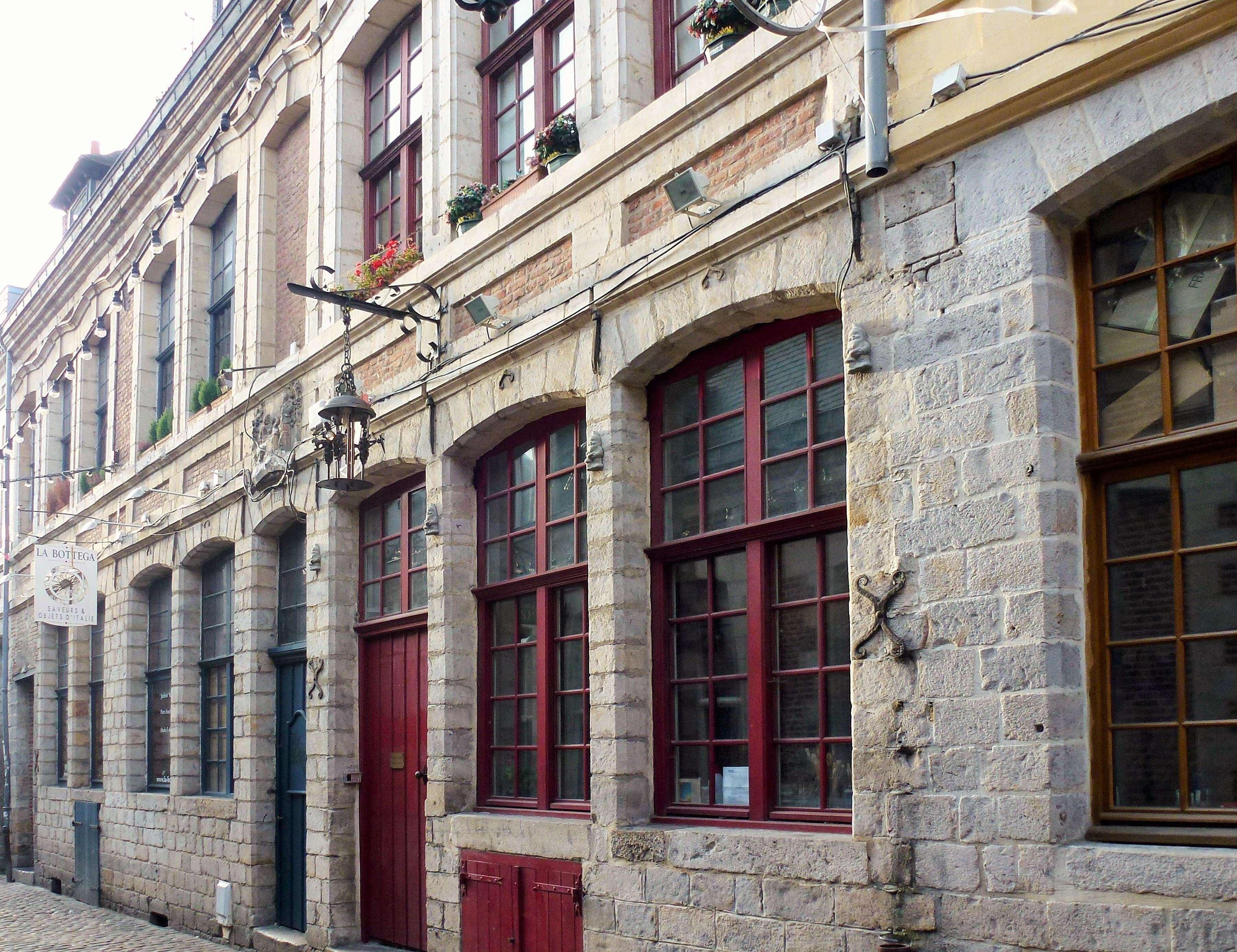
8 bis rue au Péterynck